# Gradina, Cetinje
Gradina este un sat din comuna Cetinje, Muntenegru. Conform datelor de la recensământul din 2003, localitatea are 21 de locuitori (la recensământul din 1991 erau 28 de locuitori).

## Demografie
În satul Gradina locuiesc 18 persoane adulte, iar vârsta medie a populației este de 51,5 de ani (49,8 la bărbați și 53,4 la femei). În localitate sunt 8 gospodării, iar numărul mediu de membri în gospodărie este de 2,63.
|  |

| Demografie | Demografie | Demografie |
| An         | Locuitori  | Locuitori  |
| ---------- | ---------- | ---------- |
|            |            |            |
|            |            |            |
|            |            |            |
|            |            |            |
| 1948       | 85         |            |
| 1953       | 91         |            |
| 1961       | 83         |            |
| 1971       | 74         |            |
| 1981       | 54         |            |
| 1991       | 28         | 28         |
| 2003       | 21         | 21         |

| \| Componența etnică conform recensământului din 2003[2] \| Componența etnică conform recensământului din 2003[2] \| Componența etnică conform recensământului din 2003[2] \| Componența etnică conform recensământului din 2003[2] \| Componența etnică conform recensământului din 2003[2] \| \| ----------------------------------------------------- \| ----------------------------------------------------- \| ----------------------------------------------------- \| ----------------------------------------------------- \| ----------------------------------------------------- \| \| \| \| \| \| \| \| Muntenegreni \| Muntenegreni \| \| 17 \| 80,95% \| \| Sârbi \| Sârbi \| \| 4 \| 19,04% \| \| necunoscută \| necunoscută \| \| 0 \| 0% \| |              |  |    |        |
| Componența etnică conform recensământului din 2003 |              |  |    |        |
| |              |  |    |        |
| Muntenegreni | Muntenegreni |  | 17 | 80,95% |
| Sârbi | Sârbi        |  | 4  | 19,04% |
| necunoscută | necunoscută  |  | 0  | 0%     |